# Reichsgruppe Versicherungen
Die Reichsgruppe Versicherungen war eine wirtschaftliche Organisation zur Zeit des Nationalsozialismus. Sie war der Reichswirtschaftskammer untergeordnet.
Zum 27. November 1934 wurde die deutsche Wirtschaft in sechs Reichsgruppen gegliedert, zu denen auch die Reichsgruppe Versicherungen gehörte.
Erster Leiter wurde Eduard Hilgard, der in dieser Eigenschaft zur Besprechung bei Göring am 12. November 1938 hinzugezogen wurde, als es um die Beschlagnahme der Versicherungsgelder für den bei den Juden in der Reichskristallnacht angerichteten Schaden ging.
Untergliedert war die Reichsgruppe in die beiden Wirtschaftsgruppen Privatversicherung und öffentlich-rechtliche Versicherung. Die weitere Untergliederung erfolgte in Fachgruppen nach den bestehenden Versicherungszweigen.